# Nossa Senhora dos Remédios
Nossa Senhora dos Remédios est une municipalité brésilienne située dans l'État du Piauí.